# Pierre Waldeck-Rousseau

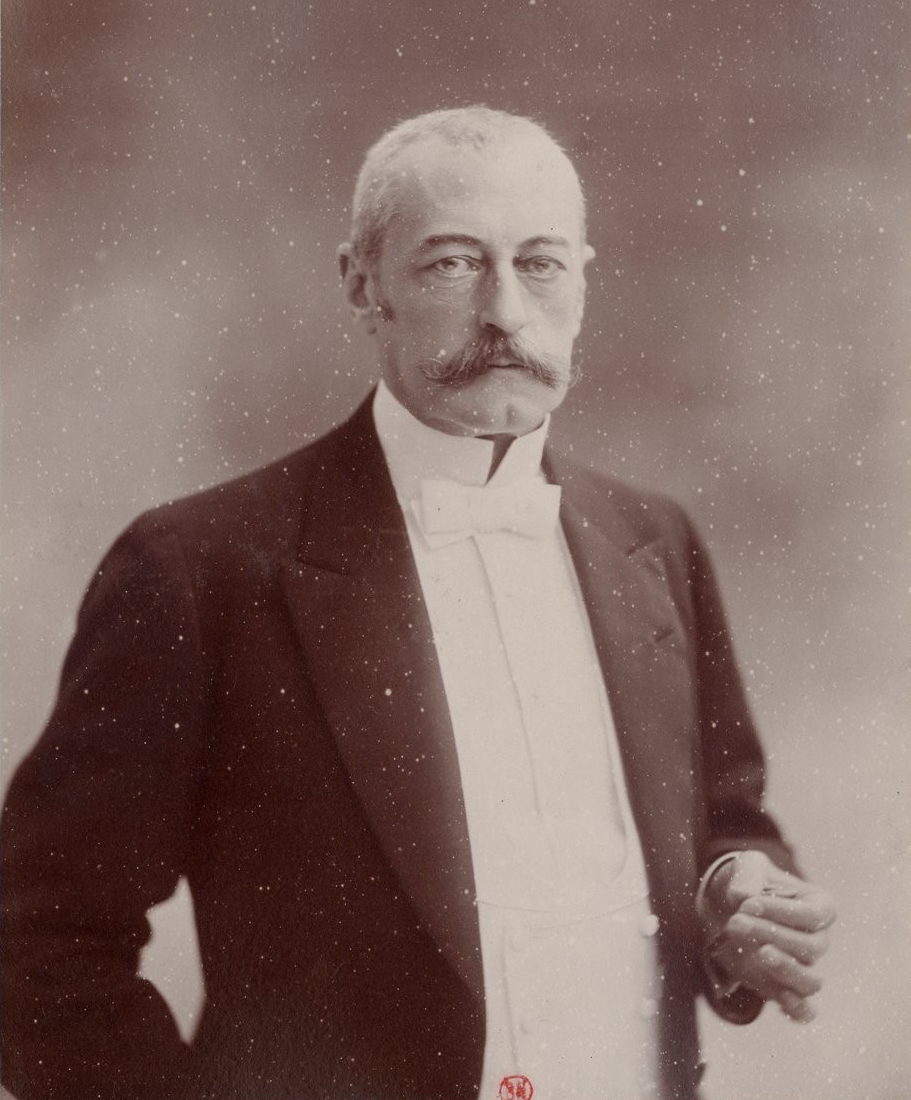
Pierre Waldeck-Rousseau

Pierre Marie René Ernest Waldeck-Rousseau (* 2. Dezember 1846 in Nantes; † 10. August 1904 in Corbeil-Essonnes) war ein französischer Rechtsanwalt und einer der herausragenden Politiker der gemäßigten Republikaner (Républicains modérés), ab 1901 der Alliance républicaine démocratique, in der Dritten Republik. In den 1880er Jahren war er Innenminister. Das Gesetz vom 21. März 1884, das das Verbot der Gewerkschaften aufhob, ist mit seinem Namen verbunden. Von 1899 bis 1902 war er Präsident des Ministerrates sowie Innen- und Kultminister. Er trug erheblich zur Beendigung der Dreyfus-Affäre bei.

## Leben
Pierre Waldeck-Rousseaus Vater war der angesehene Anwalt René Waldeck-Rousseau, der Abgeordneter bei der verfassungsgebenden Versammlung von 1848 und von 1870 bis 1874 Bürgermeister von Nantes war. Pierre studierte in Poitiers und promovierte in Paris. Als Rechtsanwalt ließ er sich zunächst in Saint-Nazaire und 1873 in Rennes nieder. 1885 heiratete er, 1886 verlegte er seine Kanzlei nach Paris und wurde dort einer der angesehensten Anwälte. In seinen letzten Lebensjahren litt er an Bauchspeicheldrüsenkrebs.

## Politische Laufbahn

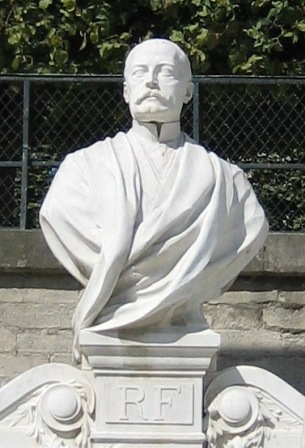
Denkmal im Jardin des Tuileries

Pierre Waldeck-Rousseau war von 1879 bis 1889 Abgeordneter in der Chambre des Députés, wo er in der Fraktion Union républicaine saß. In den 1880er Jahren war er zweimal Innenminister: Zunächst in der Regierung von Léon Gambetta (vom 14. November 1881 bis zum 30. Januar 1882) und dann in der Regierung Jules Ferry (vom 23. Februar 1883 bis zum 6. April 1885). Er setzte sich für die Vereinigungsfreiheit ein und ist Urheber des Gesetzes vom 21. März 1884, das das Verbot der Gewerkschaften aufhob. In Frankreich ist es mit seinem Namen verbunden (Loi Waldeck-Rousseau).
Nach einer mehrjährigen politischen Abstinenz betrat er die politische Bühne 1894 wieder, als er sich im Département Loire zum Senator wählen ließ. 1895 kandidierte er bei den Präsidentschaftswahlen, unterlag aber Henri Brisson. 
Nach dem gescheiterten Militärputsch durch Paul Déroulède im Februar 1899 sprach die Abgeordnetenkammer der Regierung Charles Dupuys wegen ihrer zu schwachen Reaktion gegen die nationalistischen, antisemitischen und royalistischen Putschisten das Misstrauen aus und wählte am 22. Juni 1899 Waldeck-Rousseau zum neuen Präsidenten des Ministerrats (Président du Conseil des ministres). Außerdem übernahm er die Ämter des Innenministers und des Kultusministers. Er nahm die bei den Wahlen 1898 erstarkten und zuvor oppositionellen Radikalsozialisten in die Regierung auf und ernannte mit Alexandre Millerand sogar erstmals einen Sozialisten zum Minister (der hierfür allerdings von seiner Partei verstoßen wurde). Die Regierung Waldeck-Rousseau wurde auch «gouvernement de Défense républicaine» („Regierung der Verteidigung der Republik“) genannt.
Zu Beginn seiner Amtszeit wurde Alfred Dreyfus begnadigt und die in den Putschversuch verwickelten rechten Anführer wie Déroulède und Jules Guérin verhaftet und wegen Verschwörung und versuchten Anschlags auf die innere Sicherheit des Staates angeklagt. Die Regierung Waldeck-Rousseau initiierte mehrere fortschrittliche Gesetze: das Gesetz vom 30. März 1900 über die Frauen- und Kinderarbeit, das Gesetz vom 30. September 1900, das die tägliche Arbeitszeit auf elf Stunden begrenzte, und das Gesetz vom 1. Juli 1901, das eine allgemeine Vereinigungsfreiheit einführte und bis heute Grundlage des französischen Vereinsrechts ist. Ursprünglich wollte er dabei auch die Religionsgemeinschaften dem Vereinsrecht unterwerfen, die Nationalversammlung verabschiedete aber einen anderen Text als den, den er vorgelegt hatte.
Waldeck-Rousseau gründete 1901 die Alliance républicaine démocratique (ARD), als gemäßigt-republikanisches Gegenstück zur Parti républicain, radical et radical-socialiste. Diese beiden Parteien dominierten das politische Spektrum Frankreichs bis zum Ende der Dritten Republik. Die Konservativeren unter den gemäßigten Republikanern (um Alexandre Ribot und Jules Méline), die das antiklerikale Bündnis mit den Radikalen ablehnten, formierten dagegen später die Fédération républicaine. Bei den Parlamentswahlen 1902 führte Waldeck-Rousseau den Linksblock (Bloc des gauches) aus ARD und Radikalen zum Sieg. Kurz danach trat er am 3. Juni 1902 wegen seiner Krankheit von allen politischen Ämtern zurück. Sein Nachfolger im Amt des Ministerpräsidenten war Émile Combes, der erste Radikalsozialist an der Spitze der französischen Regierung.

## Sonstiges
Ein Panzerkreuzer der Edgar-Quinet-Klasse wurde seitens der Marine nationale française nach ihm als Waldeck-Rousseau benannt. Das Schiff wurde 1905 geordert, 1911 in Dienst gestellt und erst ab 1941 – obwohl völlig veraltet als Konzept – abgewrackt. Ferner trägt der Waldeck-Rousseau Peak in der Antarktis seinen Namen.